# Canal Usciana
Le canal Usciana affluent de l'Arno près de Pontedera, coule en  Toscane, sur 25 km, entre les provinces de  Pistoia, Florence et Pise.

## Présentation
Il récolte ses eaux du marais de Fucecchio qui proviennent de la Valdinievole et d'une part du Montalbano.
Sa partie initiale appelée  Canale Maestro se trouve à l'intérieur d'une zone humide, la  confluence du  Canale del Terzo et du Canale del Capannone.
Le débouché du canal dans Arno est réglé par des écluses nommées Cateratte di Bocca d'Usciana dont le but est d'éviter la résurgence  des eaux en crue de l'Arno dans le marais de Fucecchio et dans les territoires environnants.
Il prend son nom de l'antique écluse du Pont de Cappiano, près de Fucecchio.

## Sources
- (it) Cet article est partiellement ou en totalité issu de l’article de Wikipédia en italien intitulé « Usciana » (voir la liste des auteurs).